# Meiji Holdings
Meiji Holdings (jap. 明治ホールディングス株式会社) – japońska spółka holdingowa z siedzibą w Tokio, założona 1 kwietnia 2009 roku, po przeniesieniu akcji Meiji Seika Pharma (firmy farmaceutycznej) i Meiji Dairies (producenta żywności). Jest jedną z największych firm cukierniczych na świecie.

## Restrukturyzacja
14 września 2010 roku Meiji Holdings zorganizowało konferencję prasową, na której ogłosiło restrukturyzacje Meiji Group. 1 kwietnia 2011 roku Meiji Holdings zreorganizowało Meiji Seika w firmę farmaceutyczną Meiji Seika Pharma Co., Ltd. i Meiji Dairies w producenta żywności Meiji Co., Ltd.; Meiji Dairies przejęło działalność Meiji Seika w zakresie żywności i opieki zdrowotnej, tworząc Meiji Co., Ltd., a Meiji Seika została przemianowana na Meiji Seika Pharma Co., Ltd.